# Autonoom Technologisch Instituut van Mexico
Het Autonoom Technologisch Instituut van Mexico (Spaans: Instituto Tecnológico Autónomo de México, ITAM) is een particuliere universiteit in Mexico-Stad.
De ITAM is opgericht in 1946. Vooral economie en bedrijfskunde van de ITAM staan hoog aangeschreven in Mexico. De huidige rector is Arturo Fernández Pérez. De bekendste alumnus van de ITAM is de huidige president van Mexico Felipe Calderón.